# Flottille du Don

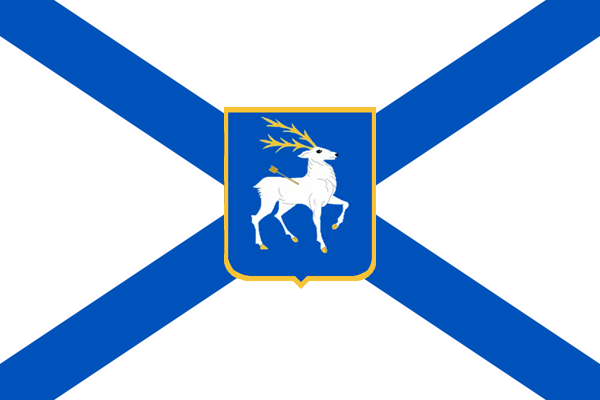
Pavillon de la flottille du Don.

La flottille du Don (11 mai 1918-1919) est une flottille fluviale blanche des Cosaques du Don (Grande armée du Don) pendant la guerre civile russe. En plus des navires fluviaux, elle comprend le groupe naval de la mer d'Azov et les batteries de chemins de fer maritimes. Au cours des années 1918-1919 elle assiste l'Armée du Don. 

## Historique
Début 1918, la direction de la marine militaire élabore un plan pour créer une flotte sur le Don, un des principaux axes de communication des Cosaques du Don. 
Le 11 mai 1918 la flottille est créée sous le commandement du contre-amiral I. A. Kononov.
La flotte comprend des bateaux fluviaux et des barges équipés d'artillerie et d'armes à feu. L'installation des armes a été effectuée sous la direction du capitaine de 1er rang Podgorny et du contre-amiral Kononov. Les bateaux à vapeur du fleuve étaient armés de canons de trois pouces et de mitrailleuses. Sur de grandes barges en acier à moteurs diesel sont installés des canons six pouces, provenant de navires sabotés par les Britanniques à Sébastopol. Les lourds canons de marine de six pouces équipent également les trains blindés des armées du Don et des volontaires. 
Initialement, les navires suivants sont inclus dans la flottille : le yacht de Pernatch (état-major de la flottille), les vapeurs Donets, Koubanets, Tsymla, Volny Kazak et Novotcherkassk, et 4 ou 5 bateaux de patrouille à moteur (Général Baklanov, Kazatchka, Voron, Ataman Kaledine). 
Plus tard, la flottille comprend également les canonnières Khristophor, Societe, Elpidifor, no 1, no 2 et no 3 ; les navires à vapeur Tsymla, Volny Kazak et patrouilleurs General Baklanov et Voron sont retirés du service.   
Les navires de la flottille soutiennent les opérations militaires de l'armée du Don, notamment pendant les combats dans les stanitsas de Tsymlianskaïa et Nijne-Kourmoïarskaïa. Des canonnières de mer acheminent des fusils, des avions et d'autres armes et équipements militaires depuis les ports de Crimée et de Roumanie. 
Fin février 1919, la flottille est réorganisée en cinq divisions, trois fluviales et deux maritimes : 
- 1re division : K-1, K-2 Donets, K-3, K-4 Koubanets
- 2e division : K-5, K-6 Bogatyr, K-7, K-8 Rostov et vapeur de communication,
- 3e division : K-9 Kaledine, K-10 Vania, K-11 Helvetia et K-12 Amalia,
- 4e divisions : K-14 Amour, K-15 Paramonov, K-16, K-17 et un bateau de communication,
- 5e division : Kolkhida K-18, K-19 Donskie Girla et K-20.

La flottille de Don, sous le commandement de l'amiral Fabritski, mène des batailles constantes avec les bolcheviks et, en 1919, atteint le cours supérieur du Don permettant de repousser les bolcheviks du Don. 
En mai de cette année, une autre réorganisation a lieu et le nombre de divisions passe à huit. 
Le 9 mai, la flottille est rebaptisée « Forces navales et fluviales du Don » et est subordonnée à la flotte de la mer Noire et à la direction navale des Forces Armées du Sud de la Russie. L'artillerie lourde navale a été reformée dans un corps séparé.   
Au printemps 1919, une offensive générale est lancée vers le nord et le rayon d'action de la flottille s'élargit au-delà du Don dans tout le sud de la Russie. 
Certains équipages et certains navires sont déployés vers les fleuves Volga et Dniepr, où ils servent de base à la formation d'une nouvelle flotte fluviale. Une autre partie des navires maritimes et fluviaux fait partie du Département des navires à usage spécial opérant au large des côtes de la mer d'Azov, basé à l'embouchure de Don dans le golfe de Taganrog. 

### Commandants de la flottille[2]
- à partir du 11 mai 1918, capitaine de 2e rang Evgueni Nikolaïevitch Guerassimov ;
- à partir d'octobre 1918, le lieutenant-général Konstantin Nikolaïevitch Ogloblinski ;
- Contre-amiral Semion Semionovitch Fabritski.

### Chefs d'état-major
- à partir de mai 1918, le lieutenant Boris Iakovlevitch Ilvov[2]
- puis le capitaine de 2e rang Vladimir Viktorovitch Guernet.